# Iranada ornata
Iranada ornata là một loài bướm đêm trong họ Noctuidae.